# Nazanin Boniadi
Nazanin Boniadi (/ˈnɑːzəniːn ˈboʊnjɑːdi/; em persa: نازنین بنیادی; nascida em 22 de maio de 1980) é uma atriz e ativista britânica. Nascida no Irã e criada em Londres, ela foi para a universidade nos Estados Unidos, onde conseguiu seu primeiro grande papel como Leyla Mir no drama médico General Hospital (2007-2009) e seu spin-off General Hospital: Night Shift (2007). Desde então, ela é mais conhecida por interpretar Nora na sitcom da CBS How I Met Your Mother (2011), Fara Sherazi na série de suspense de espionagem do Showtime Homeland (2013–2014), Esther no filme de drama histórico Ben-Hur (2016), Clare Quayle na série de suspense de ficção científica da Starz Counterpart (2017–2018), Zahra Kashani no filme de ação e suspense Hotel Mumbai (2018) e Bronwyn na série de fantasia do Prime Video O Senhor dos Anéis: Os Anéis do Poder (2022-presente).
Boniadi foi porta-voz da Anistia Internacional de 2009 a 2015 e atuou como membro do conselho do Centro de Direitos Humanos no Irã de outubro de 2015 a fevereiro de 2021.

## Juventude
Boniadi nasceu em Teerã, no Irã, no rescaldo da Revolução Iraniana. Menos de um mês após seu nascimento, ela e seus pais deixaram o Irã e se candidataram para se tornarem refugiados políticos em Londres, onde ela foi criada. Ela tocou violino e aprendeu balé quando jovem.

## Carreira
Boniadi começou a atuar em 2006. Seu primeiro grande papel como atriz foi como Leyla Mir no drama diurno General Hospital e sua série derivada da SOAPnet General Hospital: Night Shift, fazendo dela a primeira atriz contratada a interpretar um personagem do Oriente Médio na história da televisão diurna americana. Ela também é a primeira atriz nascida no Irã a ter um contrato em uma novela americana.
Ela foi nomeada para um NAACP Image Award de Melhor Atriz em Série Dramática Diurna em 2008 por seu papel em General Hospital.
Boniadi também desempenhou papéis coadjuvantes em várias grandes produções cinematográficas de Hollywood, como Guerra de Charlie Wilson (dirigido por Mike Nichols), Homem de Ferro (dirigido por Jon Favreau) e The Next Three Days (dirigido por Paul Haggis).
No início de 2020, foi revelado que Boniadi havia sido escalada para um papel não revelado em O Senhor dos Anéis: Os Anéis do Poder no Amazon Prime Video. Em fevereiro de 2022, foi anunciado que ela interpretaria a personagem de Bronwyn, descrita como mãe solteira e curandeira.

## Ativismo
Ela foi porta-voz da Anistia Internacional EUA (AIUSA), com foco na condenação injusta e tratamento de jovens iranianos, mulheres e prisioneiros de consciência, de 2009 a 2015. Ela tem sua própria página de blog oficial no site da AIUSA e continua a fazer parceria com eles. Em 2020, ela foi nomeada embaixadora da Anistia Internacional do Reino Unido, com foco nas mulheres e no Irã.
Em dezembro de 2010, ela iniciou uma petição da Anistia Internacional para os diretores de cinema iranianos Jafar Panahi e Mohammad Rasoulof, que haviam sido condenados por "propaganda contra o Estado". A petição gerou mais de 21.000 assinaturas, incluindo importantes diretores e atores de Hollywood. Em 8 de junho de 2011, ela se juntou a uma delegação, liderada pelo diretor de Hollywood Paul Haggis e pelo diretor executivo da AIUSA, Larry Cox, para entregar a petição à Missão do Irã nas Nações Unidas em Nova York.
Em 3 de junho de 2011, Boniadi se juntou a Sarah Shourd em uma greve de fome e escreveu um artigo em apoio à campanha Free the Hikers, referente à prisão de Shane Bauer e Josh Fattal no Irã.
Ela atuou como membro do Conselho de Administração do Centro de Direitos Humanos no Irã de outubro de 2015 a fevereiro de 2021.
Em abril de 2019, ela foi entrevistada pela âncora da CBC News Network, Natasha Fatah, sobre o destino da advogada de direitos humanos Nasrin Sotoudeh, recentemente condenada a até 38 anos em Teerã, no Irã. Ela também apareceu na BBC World News e CNN International.

## Vida pessoal
Boniadi é fluente em inglês e farsi. Ela mora em Los Angeles, na Califórnia.

## Filmografia

### Cinema
| Ano  | Filme                    | Papel                  | Notas        |
| ---- | ------------------------ | ---------------------- | ------------ |
| 2006 | Kal: Ontem e Amanhã      | Simmi                  | Filme curto  |
| 2007 | Gameface                 | Taylor                 |              |
| 2008 | Guerra de Charlie Wilson | Mulher afegã refugiada | Sem créditos |
| 2008 | Homem de Ferro           | Amira Ahmed            | Camafeu      |
| 2009 | Diplomacia               | Intérprete persa       | Filme curto  |
| 2010 | Os próximos três dias    | Elaine                 |              |
| 2012 | Shirin apaixonada        | Shirin                 |              |
| 2015 | Dançarina do Deserto     | Parisa Ghaffarian      |              |
| 2016 | Ben-Hur                  | Ester                  |              |
| 2016 | Passageiros              | Holograma de despertar | Sem créditos |
| 2018 | Hotel Bombaim            | Zahra Kashani          |              |
| 2019 | Bombshell                | Rudi Bakhtiar          |              |

### Televisão
| Ano        | Título                                | Papel             | Notas                            |
| ---------- | ------------------------------------- | ----------------- | -------------------------------- |
| 2007       | O jogo                                | Josie             | 2 episódios                      |
| 2007       | Hospital Geral: Turno Noturno         | Leyla Mir         | 13 episódios                     |
| 2007–2009  | Hospital Geral                        | Leyla Mir         | 119 episódios                    |
| 2010       | O Fim Profundo                        | Heather Mosson    | Episódio: "Para ter e manter"    |
| 2010       | 24                                    | Mulher loira      | 2 episódios                      |
| 2010       | Hawthorne                             | Aneesa Amara      | Episódio: "Cortina Final"        |
| 2011       | Se adequa                             | Lauren Pérola     | Episódio: "Erros e Omissões"     |
| 2011, 2014 | Como conheci sua mãe                  | Nora              | 10 episódios                     |
| 2012       | CSI                                   | Enfermeira Lauren | Episódio: "Vendo Vermelho"       |
| 2012       | Melhores amigos para sempre           | Naya              | 2 episódios                      |
| 2013       | Prossiga                              | Hannah            | Episódio: "Gooooaaallll Boneca!" |
| 2013       | Anatomia de Grey                      | Amrita            | Episódio: "A Face da Mudança"    |
| 2013–2014  | Terra natal                           | Fara Sherazi      | 12 episódios                     |
| 2014       | Escândalo                             | Adnan Salif       | 7 episódios                      |
| 2017–2018  | Contrapartida                         | Clara Quayle      | 17 episódios                     |
| 2022       | O Senhor dos Anéis: Os Anéis do Poder | Bronwyn           | Papel principal                  |